# Sachsse-Bartholomé-Verfahren
Das Sachsse-Bartholomé-Verfahren ist ein zu Beginn der 1950er Jahre von Hans Sachsse und Ernst Bartholomé bei der BASF entwickeltes Verfahren zur Herstellung von Acetylen aus Methan und anderen niedermolekularen Kohlenwasserstoffen. Das Verfahren verlor mit der Verdrängung des Acetylens als Grundstoff für die chemische Industrie durch billiger zu gewinnende Olefine gegen Ende der 1960er Jahre an Bedeutung. Das Sachsse-Bartholomé-Verfahren ist eine Weiterentwicklung des Sachsse-Verfahrens der IG Farbenindustrie.

## Verfahren
Beim Sachsse-Bartholomé-Verfahren wird vorzugsweise Methan in einen autothermen Prozess mit reinem Sauerstoff partiell verbrannt. Im ersten Schritt wird das Methan und Sauerstoff getrennt auf etwa 300 bis 600 °C erhitzt, danach vermischt und in einem Brenner unter Flammenbildung verbrannt. Das Sauerstoff-zu-Methan-Verhältnis wird auf einen Wert von etwa eins zu zwei eingestellt, so dass die Verbrennung nur unvollständig ablaufen kann. Die Reaktionszeit beträgt nur Millisekunden. Das Reaktionsgemisch wird sehr schnell mit Wasser abgeschreckt, damit das instabile Acetylen nicht weiter in Kohlenstoff und Wasserstoff zerfällt. Dennoch fällt als Nebenprodukt etwa 5 % Ruß sowie Wasserstoff und Kohlenstoffmonoxid in großen Mengen an. Das Abschrecken geschieht durch Einspritzen von Wasser. Die Reaktionstemperatur beträgt etwa 1400 °C. 
Kritisch beim Prozess ist die Vermeidung von Flammenbildung an der Mischstelle und die Stabilisierung einer stationären Flamme. Anschließend wird das Acetylen mit einem selektiven Lösungsmittel, etwa N-Methylpyrrolidon oder Dimethylformamid ausgewaschen.